# Jouy-Mauvoisin
Jouy-Mauvoisin è un comune francese di 547 abitanti situato nel dipartimento degli Yvelines nella regione dell'Île-de-France.

## Società

### Evoluzione demografica
Abitanti censiti